# بيل توماس (سياسي أسترالي)
بيل توماس (بالإنجليزية: Bill Thomas)‏ هو سياسي أسترالي، ولد في 18 سبتمبر 1950 في برث في أستراليا. حزبياً، نشط في حزب العمال الأسترالي. وقد انتخب عضو الجمعية التشريعية لأستراليا الغربية.